# Фирсов, Павел Андреевич
Па́вел Андре́евич Фи́рсов (15 (23) декабря 1901 — 15 февраля 1964) — советский военачальник, участник Великой Отечественной войны, Герой Советского Союза (6.04.1945). Генерал-лейтенант (1945).

## Биография

### Ранние годы
Родился 15 (23) декабря 1901 года в деревне Подозёрки Нижегородской губернии (ныне Ветлужского района Нижегородской области) в семье крестьянина. Русский. Окончил 9 классов. Работал в сельском хозяйстве.

### Гражданская война
В Красной Армии с января 1918 года, вступив в неё в числе первых добровольцев в семнадцать лет. Служил в Ветлужском маршевом батальоне, в ноябре 1918 года переведён в 12-й батальон войск ВЧК в Костроме и с тех пор свыше 20 лет непрерывно служил во внутренних и пограничных войсках. Член ВКП(б) с 1919 года. С января 1920 года учился на 7-х Армавирских пехотных командных курсах; будучи курсантом, Фирсов участвовал в боях Гражданской войны на Южном фронте против повстанческого движения в Дагестане. В 1921 году окончил командные курсы и назначен командиром взвода 2-го полка 17-й Донецкой дивизии ВЧК, с января 1922 года — помощник командира роты 21-го стрелкового полка ВЧК, с октября 1921 — командир взвода и помощник командира роты 24-го пограничного батальона.

### ОГПУ-НКВД
В январе — октябре 1924 года Фирсов учился в Высшей пограничной школе ОГПУ, по её окончании служил помощником коменданта по строевой и хозяйственной части 1-й комендатуры Черноморского пограничного отряда войск ОГПУ. С февраля 1925 года — помощник начальника отряда и начальник заставы 34-го Туапсинского погранотряда войск ОГПУ. С января 1926 года служил в 32-м Новороссийском погранотряде: помощник коменданта, начальник Сочинской манёвренной группы, с октября 1929 года — начальник Новороссийской манёвренной группы. С октября 1929 по июль 1930 года находился в составе экспедиционного отряда по ликвидации бандформирований в Чечне, Ингушетии и Кабарде. С января 1931 года — начальник Управления пограничной охраны ОГПУ Северо-Кавказского края. С мая 1932 года вновь служил в 32-м Новороссийском погранотряде: помощник начальника отряда по строевой части, начальник штаба погранотряда. С июля 1934 года — начальник штаба Сочинского погранотряда, с мая 1934 года — начальник Сочинской маневренной группы пограничных войск НКВД СССР. С ноября 1937 года — командир 226-го конвойного полка внутренних войск НКВД СССР в Белоруссии. С июня 1939 года служил в Главном управлении конвойных войск НКВД СССР: временно исполняющий должность начальника отделения вооружения, затем начальник отдела материально-технического обеспечения.
В 1940 году заочно окончил Военную академию РККА имени М. В. Фрунзе. По её окончании переведён из НКВД в РККА и назначен преподавателем кафедры тактики этой академии. В декабре 1940 — феврале 1941 годов был откомандирован в Наркомат вооружения СССР на должность заместителя начальника Управления ПВО и военизированной охраны наркомата, затем возвращён на преподавательскую работу. Там встретил начало Великой Отечественной войны.

### В годы Великой Отечественной войны
В действующей армии с октября 1941 года. 2 октября 1941 года полковник П. А. Фирсов был назначен командиром 194-й горнострелковой дивизии 49-й армии Западного фронта. Боевые действия дивизия начала в ходе катастрофической для советских войск Вяземской оборонительной операции, иначе известной как немецкое наступление «Тайфун». Под городом Карачевом в начале октября 1941 года дивизия в течение двух суток сдерживала непрерывные атаки целого мотомеханизированного корпуса противника. В результате обхода дивизия Фирсова попала в окружение. Комдив принял решение на прорыв. Ударной группе прорыва пришлось схватиться с полком «Великая Германия» из танковой группы Гудериана. Не выдержав дерзкого рукопашного удара, противник отступил.
194-я горнострелковая дивизия под командованием полковника Фирсова вышла из окружения и 18 октября 1941 года заняла оборону на подступах к Туле у города Белёв. Она участвовала в кровопролитных оборонительных боях северо-западнее Тулы и под Подольском, но не пропустила врага. Особенно дивизия полковника Фирсова отличилась в составе 49-й армии в оборонительных боях на подступах к городу Серпухов Московской области, где комдив Фирсов был одновременно и начальником гарнизона города. Он лично руководил отражением броска немцев на захват Серпухова и дальнейшее продвижение к Москве. На месте боёв установлен памятник — танк Т-34.
В ходе контрнаступления советских войск под Москвой в декабре 1941 года 194-я горнострелковая дивизия освободила более 20 населённых пунктов. В одном из боёв П. А. Фирсов был ранен. 2 января 1942 года полковнику П. А. Фирсову было присвоено звание генерал-майор. 19 января 1942 года по приказу командующего армии части 194-й горнострелковой дивизии были переданы в состав 258-й стрелковой дивизии (обе дивизии в боях понесли потери).
По выздоровлении 21 февраля 1942 года генерал-майор П. А. Фирсов был назначен командиром 49-й стрелковой дивизии в Московском военном округе. С июня 1942 года командовал 1-й артиллерийской истребительной дивизией там же. В июле 1942 года дивизия была переброшена на Воронежский фронт и в составе 6-й армии участвовала в Воронежско-Ворошиловградской оборонительной операции. С октября 1942 года — заместитель командующего 6-й армией, участвовал в наступательных боях зимой и весной 1943 года на Среднем Дону и в Донбассе.
С марта 1943 года Фирсов командовал 30-м стрелковым корпусом (в апреле того же года преобразован в 26-й гвардейский стрелковый корпус) 6-й армии Юго-Западного фронта. Во главе его успешно действовал в Донбасской наступательной операции: 16 сентября 1943 года корпус мощным штурмом овладел городом и станцией Лозовая Харьковской области, затем освободил город Синельниково, форсировал Днепр и участвовал в боях за освобождение крупных промышленных центров Днепропетровск и Днепродзержинск. В составе 53-й армии 2-го Украинского фронта участвовал в Уманско-Ботошанской операции, где освободил города Балта и Котовск.
Успешно действовал в Ясско-Кишиневской наступательной операции: 23 августа 1944 года корпус перешёл в наступление, прорвал оборонительный рубеж противника, прошёл за сутки с боями почти 50 километров и ворвался на окраины города Кишинёва. После стремительного штурма пехоты, поддержанного артиллерией и «катюшами», 24 августа столица Молдавии была очищена от врага.
Не снижая темпа наступления, корпус Фирсова вышел на реку Прут. Окружённые в Молдавии немецкие и румынские войска численностью до 7000 солдат пошли на прорыв. Но генерал Фирсов принял смелое решение — нанести удар по флангам, прикрываясь частью сил с фронта. В результате наши части загнали противника в болото северо-западнее Сырато-Розиш. После отклонения немецкими войсками предложения на капитуляцию, Фирсову пришлось дать команду на уничтожение. Более 2,5 тысячи солдат и офицеров противника были уничтожены в котле.
Осенью 1944 года 5-я ударная армия, а в её рядах и 26-й гвардейский стрелковый корпус П. А. Фирсова, передислоцировалась на 1-й Белорусский фронт за Вислу на отвоёванный ранее Магнушевский плацдарм.
12 января 1945 года началась Висло-Одерская стратегическая наступательная операция советских войск. 26-й гвардейский стрелковый корпус генерала П. А. Фирсова наносил удар на главном направлении наступления армии. На наблюдательный пункт к нему приехали командующий 5-й ударной армией Н. Э. Берзарин и командующий фронтом Г. К. Жуков. Оборона противника была глубоко эшелонирована. Но советские передовые части прорвали несколько рубежей и вышли на новую преграду — реку Пилица. По тонкому льду гвардейцы Фирсова форсировали реку и захватили плацдарм. Танковая бригада корпуса совместно с сапёрами спасла и захватила мост через Пилицу, который был заминирован, и уже горел бикфордов шнур.
Чтобы увеличить темпы продвижения Фирсов объединил все танковые части корпуса в одну подвижную группу, посадил десант на броню, и группа пошла на город Гощин. Тактическая оборона противника была прорвана. 16 января 1945 года в прорыв, обеспеченный корпусом Фирсова, была введена 2-я танковая армия.
31 января 1945 года передовой отряд 5-й ударной армии форсировал Одер и захватил плацдарм, названный Кюстринским. Корпус Фирсова участвовал в боях за удержание и расширение этого плацдарма. Всего за три недели наступления по зимней слякоти бойцы прошли с боями свыше 250 километров и нанесли врагу большие потери.
Указом Президиума Верховного Совета СССР от 6 апреля 1945 года «за образцовое выполнение боевых заданий командования на фронте борьбы с немецкими захватчиками и проявленные при этом отвагу и геройство» гвардии генерал-майору Фирсову Павлу Андреевичу было присвоено звание Героя Советского Союза с вручением ордена Ленина и медали «Золотая Звезда» (№ 5655).
В марте 1945 года успешно действовал в ходе Восточно-Померанской операции советских войск. А 16 апреля 1945 года с Кюстринского плацдарма гвардейский корпус Фирсова пошёл на последний штурм. Пройдя с боями 80 километров, бойцы корпуса 21 апреля достигли пригородов Берлина. Сначала был взят район Берлина Марцан. Потом бои разгорелись за Силезский вокзал. Накал боёв не снижался ни на минуту. Фирсов бросил одну дивизию на Александерплац, на котором находились здание полицейпрезидиума и два здания тюрьмы. Более суток кипел бой в этих зданиях. Потом на пути гвардейцев Фирсова оказалась берлинская ратуша, бои за которую также заняли целый день.
1 и 2 мая 1945 года 26-й гвардейский корпус генерал-майора Фирсова дрался за станцию Берзе, овладел кафедральным собором, наступал в направлении Бранденбургских ворот и там соединился с частями 3-й ударной армии.
За время войны Фирсов был шесть раз упомянут в благодарственных приказах Верховного Главнокомандующего.

### В послевоенные годы

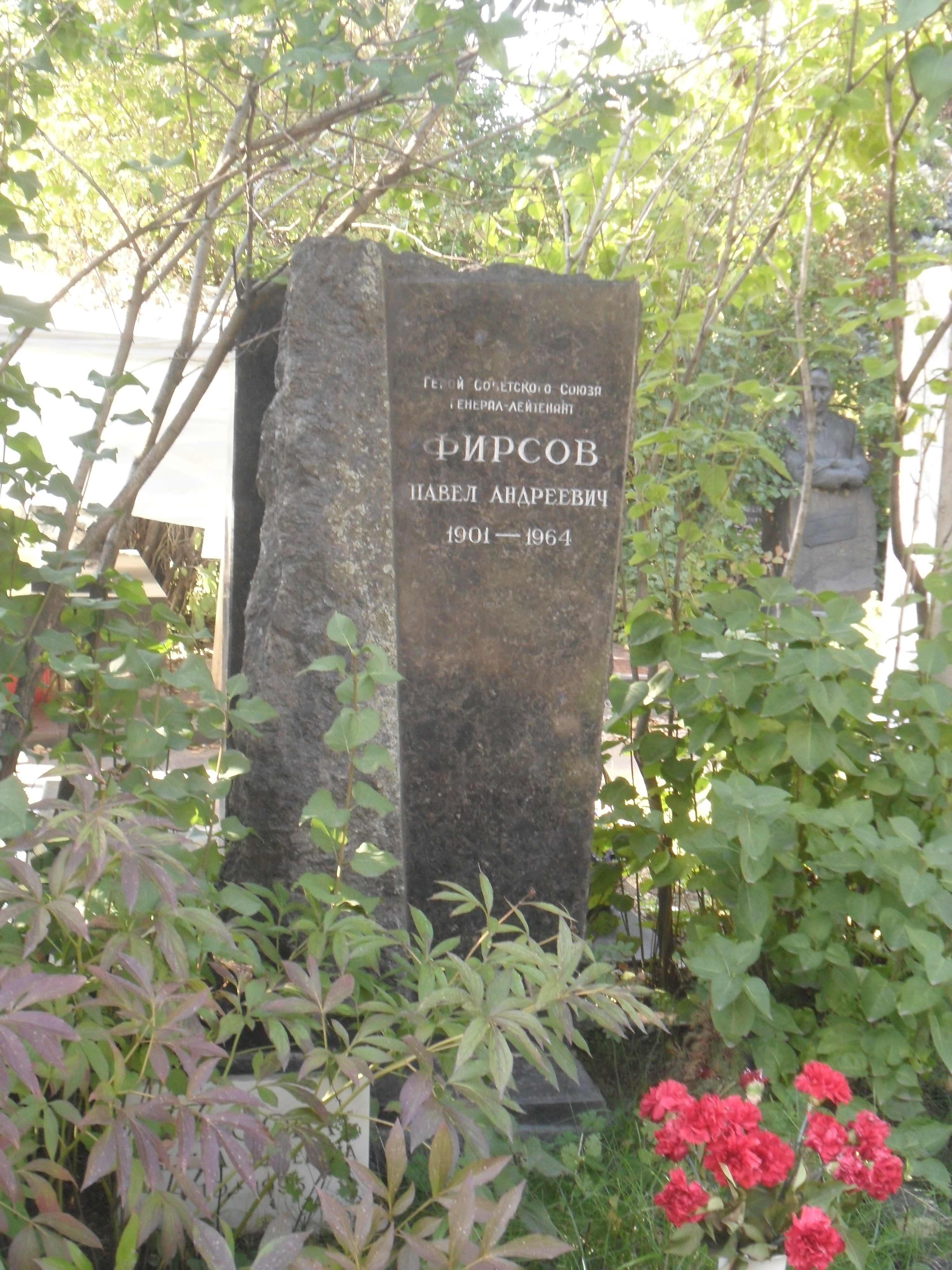
Могила Фирсова на Новодевичьем кладбище Москвы.

После войны П. А. Фирсов продолжал командовать корпусом. С мая 1946 года — старший преподаватель Высшей военной академии имени К. Е. Ворошилова. С октября 1946 по октябрь 1950 года — начальник кафедры истории военного искусства Военного института МВД СССР. В 1951 году окончил Высшие академические курсы при Высшей военной академии имени К. Е. Ворошилова. В 1951—1952 годах служил в Министерстве госбезопасности СССР. С октября 1952 года генерал-лейтенант П. А. Фирсов — в запасе.
Жил в Москве. Работал в Моссовнархозе. Умер 15 февраля 1964 года.

## Воинские звания
- полковник
- комбриг (5.05.1940)
- генерал-майор (2.01.1942)
- генерал-лейтенант (11.07.1945)

## Награды
- Герой Советского Союза (06.04.1945);
- три ордена Ленина (21.02.1945[7], 06.04.1945, 31.05.1945);
- четыре ордена Красного Знамени (04.02.1943, 03.06.1944, 03.11.1944[7], 1948[7]);
- орден Суворова II степени (26.10.1943);
- орден Богдана Хмельницкого II степени (13.09.1944);
- орден Красной Звезды (14.02.1936);
- медали[8];
- именное оружие (пистолет Коровина) от Коллегии ОГПУ СССР (28.01.1931).

## Память
- Похоронен на Новодевичьем кладбище в Москве (участок 6), на могиле установлен памятник[5].
- В честь Павла Андреевича Фирсова в городе Серпухове названа улица.
- Бюст Павлу Андреевичу Фирсову силами ветеранов "Нижегородский пограничник" установлен и открыт в Парке Победы Нижнего Новгорода на Аллее пограничной Славы.

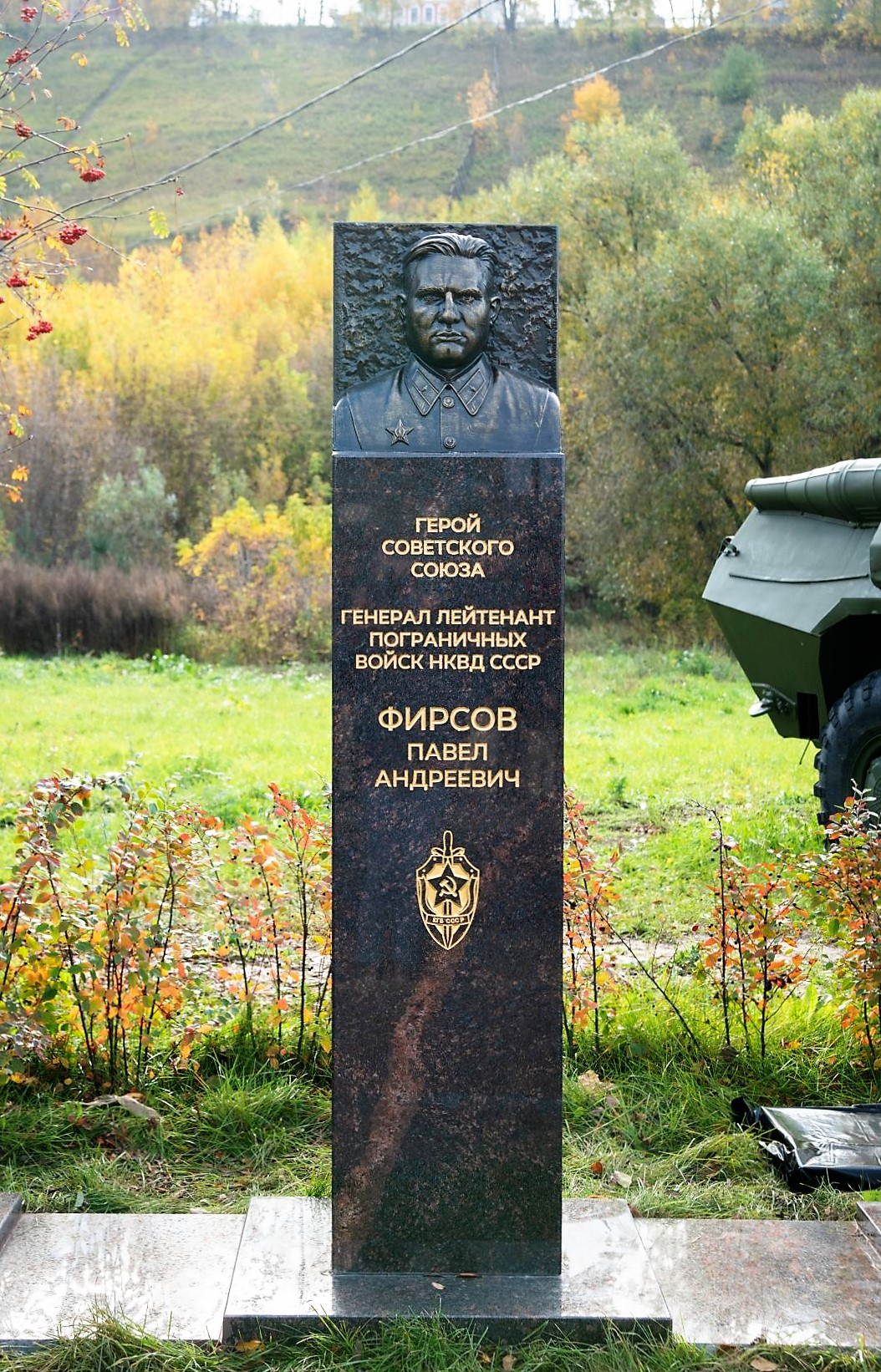
Бюст П.А. Фирсова, Нижний Новгород